# Griekenland op de Olympische Winterspelen 1964
Tijdens de Olympische Winterspelen van 1964, die in Innsbruck (Oostenrijk) werden gehouden, nam Griekenland voor de vijfde keer deel.

## Deelnemers en resultaten

### Alpineskiën
| Olympiër             | Discipline       | Resultaat | Prestatie                           |
| -------------------- | ---------------- | --------- | ----------------------------------- |
| Konstantinos Karydas | afdaling (m)     | 73e       | 3.10,09 (+51,93)                    |
| Konstantinos Karydas | reuzenslalom (m) | 73e       | 2.35,89 (+49,18)                    |
| Konstantinos Karydas | slalom (m)       | dnq       | niet geplaatst voor finalewedstrijd |
| Vasilios Makridis    | reuzenslalom (m) | 78e       | 2.57,79 (+1.11,08)                  |
| Vasilios Makridis    | slalom (m)       | dnq       | niet geplaatst voor finalewedstrijd |
| Dimitrios Pappos     | reuzenslalom (m) | 72e       | 2.35,52 (+48,81)                    |
| Dimitrios Pappos     | slalom (m)       | dnq       | niet geplaatst voor finalewedstrijd |

Argentinië · Australië · België · Bulgarije · Canada · Chili · Denemarken · Duits eenheidsteam · Finland · Frankrijk · Griekenland · Groot-Brittannië · Hongarije · IJsland · India · Iran · Italië · Japan · Joegoslavië · Libanon · Liechtenstein · Mongolië · Nederland ·  Noord-Korea · Noorwegen · Oostenrijk · Polen · Roemenië · Sovjet-Unie · Spanje · Tsjecho-Slowakije · Turkije · Verenigde Staten · Zuid-Korea · Zweden · Zwitserland